# Амвросий (де Алмейда Кубас)
Епископ Амвросий (порт.-браз. Bispo Ambrósio, в миру Эзекиел де Алмейда Кубас, Ezequiel de Almeida Cubas; 6 сентября 1955, Капан-Бониту, штат Сан-Паулу) — епископ Польской православной церкви, епископ Ресифский, викарий Рио-де-Жанейрской епархии.

## Биография
В 1973 году окончил Instituto de Educação «Barão de Suruí». В 1980 году окончил факультет администрации и статистики в Faculdades Integradas Barros Melo. Затем получил степень магистра делового администрирования по энергохозяйству.
В 1988 году стал регентом в монастырском Преображенском храме автономной Православной Церкви Португалии, бывшей тогда в составе Польской Православной Церкви, в городе Мафра, Португалия. Тремя годами позже стал иподиаконом.
В 1997 году принял монашество, был рукоположён во диакона и пресвитера, после чего возведён в достоинство архимандрита.
20 июня 1998 года в Богородицком соборе в Рио-де-Жанейро был рукоположён во епископа Меиндо, викария Рио-де-Жанейрской епархии. На хиротонию прибыли глава архиепископ Рио-де-Жанейрский Хризостом (Муниз Фрейре), шесть португальских архиереев, и архиепископ Лодзинский Симон (Романчук).
Вероятно именно он упоминается под 2000 годом как «Амвросий, епископ Меиндо» в той же юрисдикции.
В 2001 году большинство архиереев и приходов Португальской Церкви вышли из состава Польской Церкви и вновь уклонились в состояние раскола и изоляции. Однако, уже в 2002 году, вместе со своим правящим епархиальным архиереем Хризостомом, епископ Амвросий вернулся в ведение Польской Церкви.
Так как паства была неспособна содержать его, одновременно со служением он работал в банке.
Кроме родного португальского владеет английским и французским языками.